# 高石镇
高石镇，是中华人民共和国四川省内江市威远县下辖的一个乡镇级行政单位。

## 行政区划
高石镇下辖以下地区：
场镇社区、达木河社区、陈家村、藕塘村、刘家村、石牛村、禾丰村、九里村、童家村、大湾村、伞岭村、小湾村、石牌村、止马村、升子村、泡桐村、兰田村、农建村、群建村、胜丰村、兴旺村和和平村。